# Edmond Luguet
Mathurin "Edmond" Luguet (ur. 26 marca 1886 w Ambarès-et-Lagrave – zm. 18 grudnia 1968 w Bordeaux) – francuski kolarz torowy i szosowy, brązowy medalista olimpiady.

## Kariera
Największy sukces w karierze Edmond Luguet osiągnął w 1906 roku, kiedy zdobył brązowy medal w szosowym wyścigu ze startu wspólnego na letniej olimpiadzie w Atenach. W zawodach tych wyprzedzili go jedynie dwaj rodacy Fernand Vast oraz Maurice Bardonneau. Na tej samej imprezie wystartował ponadto w wyścigach na 5 i 20 km oraz sprincie. Najlepszy wynik uzyskał na dystansie 20 km, kończąc rywalizację na szóstej pozycji. Nigdy nie zdobył medalu na torowych ani szosowych mistrzostwach świata.